# Students for the Exploration and Development of Space
Students for the Exploration and Development of Space (SEDS) est une association étudiante internationale fondée en 1980 et dont le but est de promouvoir l'exploration spatiale par le développement de matériel éducationnel et de projet d'ingénierie et technologie spatiale.
SEDS possède des chapitres au Canada, en France, en Inde, en Israël, au Mexique, au Népal, au Nigeria, aux Philippines, en Espagne, au Royaume-Uni et aux États-Unis. Le siège social du chapitre américain est situé au Massachusetts Institute of Technology (MIT) alors que celui de l'Inde est situé au Vellore Institute of Technology.

## Histoire
Students for the Exploration and Development of Space est fondée le 17 septembre 1980 au Massachusetts Institute of Technology (MIT), à l'université de Princeton et à l'université Yale par Peter Diamandis, Robert D. Richards (en) et Todd B. Hawley (en),. L'organisation réunit des étudiants du secondaire et de l'université. Ces derniers se réunissent pour la première fois le 30 octobre 1980. Par la suite, le président Peter Diamandis écrit une lettre à l'éditeur du magazine Omni, déplorant l'état du programme spatial et lançant un appel aux étudiants afin d'aider à faire une différence. La lettre, publiée au début de l'année 1981 par le magazine, attire des étudiants du monde entier, ce qui mène à la première conférence internationale de SEDS, tenue à l'université George Washington du 15 au 19 juillet 1982.